# Sæunn Þorsteinsdóttir
Sæunn Þorsteinsdóttir (Sæunn Thorsteinsdóttir; * 1984 in Reykjavik) ist eine US-amerikanische Cellistin isländischer Herkunft.

## Leben
Sæunn Þorsteinsdóttir studierte am Cleveland Institute, an der Juilliard School sowie an der Stony Brook University und gewann Preise bei internationalen Wettbewerben wie der Naumburg Competition in New York und der Antonio Janigro Competition in Zagreb. Ihre Lehrer waren Richard Aaron, Tanya L. Carey, Colin Carr und Joel Krosnick. Sie trat als Solistin mit dem Los Angeles Philharmonic, dem NDR Elbphilharmonie Orchester, dem BBC Symphony Orchestra, der Seattle Symphony, dem Toronto Symphony Orchestra, dem Isländischen Sinfonieorchester und anderen auf und spielte u. a. in der Carnegie Hall, der Suntory Hall, der Elbphilharmonie, im Barbican Centre und der Disney Hall.
Als Kammermusikerin trat sie mit Musikern wie Itzhak Perlman, Mitsuko Uchida, Richard Goode sowie den Mitgliedern des Emerson Quartet, Guarneri Quartet und Cavani Quartet auf, war Mitglied des Manhattan Piano Trio und spielt Cello in der in Seattle beheimateten Kammermusikgruppe Frequency und im Ensemble Decoda an der Carnegie Hall. Auf dem Gebiet der zeitgenössischen Musik arbeitete sie mit Komponisten wie Daníel Bjarnason, Páll Ragnar Pálsson, Halldór Smárason, Þuríður Jónsdóttir und Melia Watras zusammen. In der Saison 2017–18 spielte sie die USA-Premiere von  Betsy Jolas’ Wanderlied und die Premiere von Sofia Gubaidulinas Canticle of the Sun in Hongkong, in der Saison 2018–19 als Debüt mit dem BBC Symphony Orchestra und der Seattle Symphony Páll Ragnar Pálssons Cellokonzert Quake. 2011 erschien ihr Debütalbum mit den drei Cellosuiten von Benjamin Britten; 2019 folgte beim Label Sono Luminus das Album Vernacular mit isländischer Musik für Cello solo.